# جبل شيبان
جبل شيبان هو جبل قريب من شعيب الواضح الذي يقع في جنوب قرية المويلح التابعة لمنطقة تبوك في السعودية، ويدخل ضمن حزام سمران-شيبان البركاني العائد إلى العصر البروتيروزوي الحديث في منطقة الدرع العربي. يصل ارتفاع الجبل إلى 2130 متر فوق سطح البحر، ويمتد الموقع على مساحة تزيد عن 500 متر طولاً و75 متر عرضاً وعمق يصل إلى 120 متر. يتكون الموقع جيولوجياً من صخور بركانية فلسية ضعيفة التحول، وتتميز المنطقة بوجود نطاق تغير معدني واسع وتكشفات جوسانية. قد تتساقط عليه الثلوج في فصل الشتاء. يتميز الموقع باحتياطيات كبيرة من الذهب والفضة والنحاس، وقد كان محط اهتمام عمليات التنقيب المعدني منذ أربعينيات القرن العشرين.

## التعدين
بدأت أولى عمليات الاستكشاف في جبل شيبان في أربعينيات القرن العشرين، مما يجعله من أقدم مواقع التنقيب المعدني في المملكة العربية السعودية. ومنذ ذلك الحين، خضع الموقع لعدة برامج استكشافية متتالية. في15 يناير 2025م، أعلنت شركة معادن عن نتائج حفر واعدة في جبل شيبان، حيث تم اكتشاف تمعدنات الذهب والنحاس على أعماق ضحلة تتراوح بين 20 إلى 200 متر. وتشير النتائج الأولية إلى امتداد التمعدنات في جميع الاتجاهات وإلى أعماق أكبر.
في عام 2010، أعلنت مجموعة سيتادل للموارد عن اكتشاف احتياطي أولي يقدر بـ 467,000 أوقية من معادل الذهب، منها 402,000 أوقية ذهب خالص. وقد تم تحديد هذه التقديرات من خلال حملات حفر متعددة قامت بها الشركة بالإضافة إلى برامج حفر سابقة نفذتها كل من معادن والمكتب الفرنسي للبحوث الجيولوجية والمنجمية (BRGM).
يحتوي الموقع على نوعين رئيسيين من التمعدن:
1. كبريتيدات ذهبية مكثفة مرتبطة بالصخور البركانية (VHMS)، مع وجود كبريتيدات شبه مكثفة وخيطية ومتناثرة.
2. بيريت ذهبي متناثر موجود في صخور فتاتية بركانية معدلة بالسريسيت ضمن نطاق صدع شيبان.